# فرودگاه ایگل ریور یونیون
فرودگاه ایگل ریور یونیون (به انگلیسی: Eagle River Union Airport) یک فرودگاه همگانی عملیاتی با کد یاتا EGV است که یک باند فرود آسفالت دارد و طول باند آن ۱۵۲۴ متر است. این فرودگاه در شهر ایگل ریور، ویسکانسین کشور ایالات متحده آمریکا قرار دارد و در ارتفاع ۵۰۰٫۵ متری از سطح دریا واقع شده است.